# یوهن هریتسنکو
یوهن اولکساندروویچ هریتسنکو  (زاده ۵ فوریه ۱۹۹۵) یک فوتبالیست حرفه‌ای اوکراینی است . که در پست دروازه بان بازی می کند.